# Patologia dentale umana
La patologia dentale umana è quella parte della patologia orale che studia come individuare e curare le patologie dentali e dei tessuti paradontali.

## Carie
La carie è una patologia che colpisce i tessuti duri del dente fino ad arrivare alla polpa dentaria, la quale però non viene intaccata dalla malattia. La cause che la determinano sono varie, sia di natura esterna che interna, ma è stato stabilito con certezza che una delle principali cause è rappresentata dall'accumulo di placca batterica, la quale può essere favorita anche da altre patologie, come il tartaro.

La carie rimane la malattia più diffusa (almeno il 90% della popolazione mondiale è affetta da carie), per lo più concentrata nei paesi tecnologicamente avanzati, a causa del tipo di alimentazione, e nel sesso femminile, a causa di stati fisiologici come la gravidanza e l'allattamento.

## Pulpite
La pulpite è un'infiammazione di origine batterica della polpa dentaria: il contatto tra la polpa e i germi avviene attraverso il canale scavato nei tessuti duri dall'azione della carie.

## Malattie paradontali
Comprendono tutte le malattie infiammatorie e recessive delle gengive e del parodonto.

### Gengivite
La gengivite è un'infiammazione che si può manifestare in più punti delle gengive contemporaneamente. Generalmente ricade sulla parte superficiale della gengiva ed è di natura batterica.

### Paradontite
La paradontite, o parodontite, è un'infiammazione del parodonto, caratterizzata dall'assorbimento dell'osso mascellare o mandibolare, dalla formazione di tasche patologiche e dall'atrofia ossea. In genere, ha origine da una gengivite e, insieme alla carie, è una della malattie più diffuse al mondo.

## Anomalie dentali numeriche
Le patologie di numero che coinvolgono gli elementi dentali possono riguardare l'assenza totale, parziale o singola dei denti oppure un loro aumento.

### Agenesia
Si definisce agenesia dentaria o dentale l'assenza congenita di uno o più elementi dentali. La prevalenza dell’agenesia nella popolazione europea è di circa 0,4-0,9%, mentre l’incidenza nella popolazione orientale è del 2,4%. L'agenesia è per definizione una patologia che riguarda il follicolo dentale (struttura embrionale da cui si formerà il dente), il quale può subire differenti processi morbosi che ne impediscono la formazione. Il follicolo può non formarsi per difetto genetico (per mancata invaginazione e specializzazione della lamina epiteliale dello stomodeo) oppure la sua formazione iniziale può essere abolita da fattori esterni, rappresentati principalmente da traumi, processi infettivi, carenze nutrizionali (avitaminosi), o da fattori interni, come patologie neuroendocrine (ipopituitarismo) ed esposizione a tossici ambientali (es. diossine, bifenili policlorinati).
L'agenesia totale della dentizione decidua viene definita agenodonzia e rappresenta un evento rarissimo nella specie umana. Essa comporta l'assenza totale anche della dentatura permanente, definita come ablastodonzia (la dentatura permanente si forma infatti per la presenza del cosiddetto gubernaculum dentis, struttura embriologica derivante dal follicolo dentale deciduo, per cui un'agenesia decidua comporta sempre l'agenesia del corrispettivo dente permanente). L'agenodonzia e l'ablastodonzia costituiscono due entità cliniche di eccezionale rilievo e si associano sempre ad altre patologie all'interno di gravi sindromi genetiche.

Le agenesie parziali possono essere simmetriche oppure casuali e vengono classificate in base all'assenza di un numero di denti che può essere superiore o inferiore al numero di denti presenti solitamente all'interno di una emiarcata. Vengono definite come oligodonzie e ipodonzie: l'oligodonzia è l'assenza di un numero di denti superiore alla metà della rispettiva dentizione, si riconoscono pertanto oligogenodonzie, assenza di oltre 10 denti nella dentizione decidua (normalmente infatti la dentizione decidua è costituita da 20 elementi dentali) e oligoblastodonzie, assenza di oltre 16 denti nella dentizione permanente (normalmente costituita da 32 elementi dentali); le ipodonzie si possono definire come l'assenza di un numero di denti inferiore alla metà della rispettiva dentizione, si riconoscono pertanto ipogenodonzie, assenza di numero di denti inferiore a 10 nella dentizione decidua, e ipoblastodonzie, assenza di un numero di denti inferiori a 16 nella dentizione permanente. 
Anche le agenesie parziali costituiscono dei reperti clinici di rara osservazione e per lo più legate a sindromi malformative come:
- la sindrome di Crouzon, caratterizzata da craniosinostosi (ossificazione precoce delle suture craniche che causa gravi alterazioni cranio-scheletriche), ipoplasia mascellare (ridotta crescita delle ossa mascellari), ipertelorismo (aumento dismorfico della distanza tra i globi oculari) e ipodonzia,
- la sindrome di Down o trisomia del cromosoma 21, caratterizzata da ipoplasia mascellare, ritardo mentale, anomalie cranio-facciali e ipodonzia;
- la sindrome di Ellis-van Creveld, caratterizzata da nanismo, polidattilia (6 o più dita per mano o piede), malformazioni cardiache e ipodonzia.

Di frequente riscontro, invece, risultano le agenesie singole, cioè l'assenza di un tipo di dente mono o bilateralmente: gli elementi dentali che più frequentemente risultano agenetici sono (in ordine di frequenza) l'incisivo laterale superiore, il terzo molare inferiore e i secondi premolari superiori; l'agenesia singola è un processo che interessa sempre gli ultimi elementi della serie dentale (es. l'incisivo laterale superiore rappresenta l'ultimo elemento della serie degli incisivi così come il terzo molare rappresenta l'ultimo elemento della serie molare).
Le agenesie totali e parziali causano seri problemi ortognatodontici derivanti dalla riduzione della dimensione verticale, dall'alterazione delle classi dento-scheletriche e dalla difficoltosa terapia protesico-riabilitiva.
Uno studio correla le agenesie nel sesso femminile con una aumentata incidenza di cancro alle ovaie.
Per determinare la frequenza della presenza di agenesie in dentatura permanente laddove queste interessassero in precedenza la dentatura decidua, è stato condotto uno studio (Marinelli A., Giuntini V., Fanchi L., et al. Dental anomalies in the primary dentition and their representition in the permanent dentition: a diagnostic performance study. Odontology 2012; 100:22-7). Gli studiosi hanno analizzato la frequenza delle anomalie dentali (agnesie, soprannumerari, fusioni, geminazioni) in dentature permanenti di 189 soggetti che le presentavano in dentatura decidua. I soggetti in prima analisi (dentatura decidua) avevano un'età media di 5 anni e 7 mesi. In seconda analisi gli stessi soggetti presentavano un’età media di 11 anni e 2 mesi (dentatura permanente). Successivamente un secondo gruppo composto da 271 soggetti, i quali in dentatura decidua non presentavano anomalie dentali, è stato sottoposto alla medesima analisi (circa nel medesimo lasso temporale). 
Confrontando i risultati ottenuti dalla valutazione del primo gruppo con quelli rilevati nel secondo, è emerso che in soggetti che presentano agenesie dentali in dentatura decidua, queste si ripresentano in dentatura permanente nel 95,6% dei casi. Inoltre prendendo in considerazione l’incisivo centrale, il canino superiore e il molare inferiore in dentatura decidua, l’agenesia si ripresenta in dentatura permanente nel 100% dei casi. Grazie anche a studi precedenti, è stato appurato che l’agenesia interessa maggiormente i secondi premolari inferiori e gli incisivi laterali superiori, con incidenza molto maggiore rispetto agli incisivi inferiori. L’aspetto importante da sottolineare è che l’agenesia si ripresenta nella quasi totalità dei casi dato che la dentatura decidua e quella permanente sono strettamente correlate.
L’analisi ha evidenziato che nel 4,4% dei casi un soggetto affetto da agenesia in dentatura decidua non la presenta in dentatura permanente, e che in certi casi l’agenesia in quest’ultima è dovuta alla presenza del corrispondente elemento deciduo. Per spiegare questi fenomeni bisogna fare riferimento allo sviluppo embrionale. I denti decidui originano dalla lamina generale laterale, mentre quelli permanenti derivano dalla lamina generale successionale. Un difetto della lamina generale può determinare quindi l’agenesia dei denti decidui e permanenti, mentre difetti specifici della lamina generale laterale e successionale determinano rispettivamente l’agenesia del deciduo e del permanente.

#### Dentizione permanente congenitamente mancante: dimorfismo sessuale, modelli di occorrenza, fattori associati e fattori di distorsione
Uno studio (Vahid Rakhshan, Aghdas Rakhshan) ha analizzato, in modo completo e per la prima volta, la letteratura sulla prevalenza dei denti congenitamente mancanti (CMT) nei maschi e nelle femmine e il modello dei denti congenitamente mancanti, tenendo conto dell’influenza che determinati fattori potessero avere sullo sviluppo della patologia. 
Da settembre 2012 a giugno 2013 è stata eseguita una ricerca specifica per trovare tutte le fonti disponibili riguardanti i fattori e i modelli associati alla CMT, inclusi il dimorfismo sessuale, gli archi, le regioni anteriori e posteriori della bocca, i modelli unilaterali e bilaterali e i denti coinvolti. I dati sono stati analizzati statisticamente.
Dallo studio è emerso che la prevalenza media della CMT era del 6,42 ± 2,76% nei maschi e del 7,55 ± 2,67% nelle femmine. Nel complesso, la CMT è più diffusa nelle donne (solo nei campioni epidemiologici e non nei pazienti ortodontici o dentali). Il coinvolgimento di pazienti ortodontici e odontoiatrici potrebbe aumentare la CMT osservata nei ragazzi e / o ridurla nelle ragazze. Il dimorfismo di genere non è stato influenzato da nessuno dei fattori (tempo o fattori di distorsione). In conclusione, la CMT è più comune nelle ragazze che nei ragazzi e pare che il segmento anteriore sia colpito, nonostante non ci sia una predominanza significativa di coinvolgimento mascellare o mandibolare.

#### Trattamento delle agenesie dentali dei denti permanenti
Nella valutazione del trattamento da preferire per trattare le agenesie nella dentatura permanente è importante tenere conto del tipo di profilo, dello spazio disponibile e della posizione degli incisivi, poiché sono tratti molto importanti nella valutazione della terapia da adottare.  
Si presentano maggiormente due casi: l’agenesia dei secondi premolari inferiori e degli incisivi laterali superiori. Le procedure da adottare sono diverse nei due casi. 

#### Agenesie dei secondi premolari permanenti e relativo trattamento
Nel caso delle agenesie dei secondi premolari, laddove il paziente abbia un’occlusione accettabile, si deve cercare di mantenere i secondi molari decidui, in quanto, fino ad un’età adulta, possono essere conservati (addirittura fino ai 40-60 anni). Solitamente occorre una riduzione dell’ampiezza mesiodistale della dentatura, per far sì che nella è posizione occlusale della mandibola le cuspidi dei denti posteriori di entrambe le arcate dentarie si possano interporre completamente (occlusione centrica). Professionisti del settore sostengono che ridurre di dimensione i molari decidui causi il riassorbimento delle radici divergenti degli stessi in senso mesiodistale, per via del contatto con le radici divergenti dei denti permanenti. Anche nel caso di una sostituzione implantare o protesica del molare deciduo sarebbe opportuno conservarlo il più possibile, affinché venga conservata una porzione sufficiente di osso alveolare. La formazione dei secondi premolari è più tardiva rispetto agli altri denti e, molto spesso, si potrebbe ritenere che questi manchino. Ma, in un’analisi successiva, si scopre invece che essi sono in via di formazione. Infatti, i premolari di buona qualità si formano prima degli otto anni d’età. Se questo non avviene spontaneamente, tra i sette e i nove anni si può eseguire un’estrazione dei secondi molari da latte per far sì che i primi molari permanenti possano mesializzarsi. Questo può essere effettuato solo nel caso in cui lo spazio, i rapporti scheletrici e il profilo lo consentano. Questa operazione può comportare la chiusura totale o parziale dello spazio. Tuttavia, può risultare necessario dover estrarre denti nell’arcata opposta, poiché l’entità e la direzione dello spostamento dei denti non è prevedibile. L’eccezione si ha nel caso in cui tutti e quattro i secondi premolari presentino agenesia. 
Nella chiusura dello spazio dei secondi premolari mancanti è necessario, oltre all’estrazione precoce che riduce il tempo del trattamento, un ulteriore trattamento ortodontico multidisciplinare. Il medico deve evitare qualsiasi alterazione dannosa dell'occlusione e del profilo facciale. Quando manca un solo molare deciduo occorre trattare il problema in modo conservativo invece che ortodonticamente. Fa eccezione il caso in cui vi sia una reale perdita di spazio monolaterale o un affollamento sul lato opposto. Risulta molto più complicato, quasi impossibile, non spostare la linea mediana nella chiusura dello spazio dallo stesso lato, e dare origine ad un rapporto diverso nell’interarcata anteriore.
Se lo spazio verrà lasciato aperto per un eventuale restauro, gli obiettivi del trattamento ortodontico sono di creare la giusta quantità di spazio e di lasciare la cresta alveolare in una condizione ideale per un futuro restauro. 

#### Agenesie degli incisivi laterali permanenti dell’arcata superiore e relativo trattamento
A differenza dei secondi premolari negli incisivi laterali la permanenza di quelli da latte non è auspicabile. Ci sono diversi scenari che si possono osservare quando non sono presenti gli incisivi laterali. In alcuni casi, lo spazio a carico dell’incisivo laterale in arcata viene occupato dal canino permanente, il quale, durante la sua uscita, determina un riassorbimento radicolare dell’incisivo laterale deciduo. Di conseguenza, il canino deciduo non viene sostituito dal corrispondente permanente. I pazienti che presentano questa situazione da adulti solitamente perdono i canini decidui durante l’adolescenza, anche se il canino permanente non occupa lo spazio del canino deciduo. In casi più rari il canino permanente fuoriesce in posizione normale, anche se il laterale deciduo rimane in arcata. Possedere il canino permanente nella posizione dell’incisivo laterale mancante è vantaggioso, sia nel caso si voglia sostituire con una protesi il dente perché ci permette di ricreare l’osso alveolare, sia si voglia sostituire il laterale con il canino. E’ importante considerare la forma e il colore del canino poiché influenzano la scelta della terapia migliore da utilizzare.
Se l’obiettivo principale è la chiusura dello spazio e la sostituzione degli incisivi laterali decidui con i canini permanenti, bisogna fare particolare attenzione, in quanto a volte si viene a creare un grosso diastema tra i centrali permanenti a causa dell’assenza degli incisivi laterali. Per far sì che i canini permanenti scendano è necessario chiudere il diastema. Successivamente, se durante la formazione della dentatura permanente, le radici dei canini decidui non si stanno riassorbendo, è necessario estrarli per permettere la migrazione del premolare nello spazio del canino e la mesializzazione dei denti posteriori. 
Solitamente si cerca di evitare la chiusura dello spazio monolaterale nella zona anteriore della bocca poiché è più probabile far combaciare i denti attraverso la sostituzione degli incisivi laterali o con altre soluzioni conservative, invece che con la ridisposizione dei denti posti su una emiarcata. L’agenesia monolaterale di un incisivo laterale, per favorire la fuoriuscita del canino nello spazio laterale, potrebbe richiedere l’estrazione dell’incisivo laterale controlaterale. Al contrario lo spostamento dei canini nella loro posizione corretta va praticato prima dell’uscita dei premolari.

#### Autotrapianto
Nei pazienti che hanno un affollamento localizzato e una mancanza di uno o più denti in un’altra sede, l’autotrapianto rappresenta una soluzione valida. Il dente può essere trapiantato quando la radice è circa metà della sua lunghezza. 
Uno studio (Paulsen HU, Andreasen JO, Schwartz O. Pulp and Periodontal healing, root development and root resorption subsequent to transplantation and orthodontic rotation: A long-term study of autotransplanted premolars. Am J Orthod 108:630-640, 1995) ha preso in esame centodiciotto pazienti ai quali sono stati trapiantati i premolari in una fase di sviluppo della radice da 3/4 a 4/4 con forame apicale spalancato. Tali pazienti sono stati seguiti con tecniche cliniche e radiografiche per monitorare i segni di guarigione del legamento pulpare e parodontale e lo sviluppo della radice. In alcuni di essi è stata osservata una crescita continua delle radici dei premolari. L'arresto completo dello sviluppo della radice era seguito dallo sviluppo della struttura della radice mancante nel sito donatore.
Sui premolari di 11 pazienti è stata eseguita una rotazione ortodontica che ha indotto un leggero riassorbimento superficiale e un significativo accorciamento della lunghezza del dente (media 1. 2 mm), rispetto ai denti trapiantati ma non trattati. 
In 2 degli 11 casi trattati 6 anni dopo il trapianto e 5 anni dopo la rotazione ortodontica, si è verificata la necrosi tardiva della polpa. Per prevenire la necrosi tardiva della polpa, si consiglia di effettuare la rotazione ortodontica dopo la guarigione parodontale e prima che abbia avuto luogo l'obliterazione totale del canale pulpare, ovvero da 3 a 9 mesi dopo che è stato eseguito il trapianto. Questo è equivalente a quanto trovato in precedenti indagini sul trattamento ortodontico di premolari non trapiantati. 
Grazie a questo studio possiamo annoverare che la decisione di effettuare un autotrapianto, spostando il dente da un sito all’altro all’interno della stessa bocca, deve essere presa durante la dentizione mista. Ci sono numerosi modi in cui la tecnica del trapianto può essere utilizzata. Il più comune implica lo spostamento dei premolari al posto degli incisivi laterali mancanti. Inoltre, può essere utilizzato per sostituire i primi molari mancanti con i terzi molari. A conferma di questo, è stato fatto uno studio. (Bauss O, Sadat-Khonsari R, Engelke W, Kahl-Nieke B. Results of transplanting developing third molars as part of orthodontics space management. Part 2: Results following the orthodontic treatment of transplanted developing third molars in cases of aplasia and premature loss of teeth with atrophy of the alveolar process. J Orofac Orthop 64:40-47, 2003). Lo scopo di questo studio era quello di valutare gli effetti dell'atrofia del processo alveolare e del successivo trattamento ortodontico sui risultati del trapianto di terzi molari in via di sviluppo. Sono stati presi in esame 35 denti, i quali sono stati trapiantati in un processo alveolare atrofizzato. In 19 casi i denti dei pazienti sono stati trattati ortodonticamente dopo il trapianto. Il gruppo di controllo era costituito da 61 molari in via di sviluppo trapiantati in un nuovo alveolo post-estrattivo. I denti trapiantati sono stati seguiti clinicamente e radiograficamente per un periodo medio di 3,2 anni. La percentuale di successo di tale studio è stata dell'85% per i trapianti in nuovi alveoli post-estrattivi e dell'84% per i trapianti in sezioni mascellari atrofizzate con successivo trattamento ortodontico. Al contrario, i trapianti su sezioni mascellari atrofizzate senza successivo trattamento ortodontico hanno mostrato una percentuale di successo significativamente inferiore (p <o = 0,001) di solo il 37,5%. Questi risultati peggiori erano dovuti alla persistente occlusione e anchilosi. Anche nei casi con atrofia del processo alveolare quindi, un trapianto con successivo trattamento ortodontico rappresenta un trattamento valido. Al contrario, i denti trapiantati senza successivo trattamento ortodontico hanno mostrato una percentuale di successo inferiore. Il movimento ortodontico dei denti non ha avuto alcun effetto negativo sui tassi di guarigione dei terzi molari in via di sviluppo trapiantati.
Attraverso l’autotrapianto è possibile ottenere degli ottimi risultati anche a lungo termine, sia esteticamente che funzionalmente. Questo grazie anche ad un attento intervento chirurgico, combinato ad un corretto posizionamento del dente trapiantato. Per migliorare la posizione del dente è bene far seguire al trapianto un trattamento ortodontico con forze leggere ed un trattamento protesico affinché le corone dei denti trapiantati siano conformate. (Zachrisson BU, Stenvik A, Haanaes HR. Management of missing maxillary anterior teeth with emphasis on autotransplantation. Am J Orthod Dent Orthop 126:284-288, 2004) 
Grazie a questo trattamento accurato si può ottenere un livello di successo elevato e soddisfacente nei confronti dei pazienti.

### Iperodonzia
L'iperodonzia è definita come la presenza in eccesso di uno o più denti rispetto alla relativa dentizione. Nel caso dell’iperodonzia, i valori della prevalenza nella popolazione si aggirano intorno allo 0,3-0.8%.
Questa anomalia è altamente presente a livello degli incisivi laterali superiori. Al contrario dell’agenesia, nell’iperodonzia la presenza di denti in soprannumero in dentatura decidua non rappresenta un rischio elevato per la ripetizione dell’anomalia nella dentatura permanente (60,7% casi di iperodonzia in dentatura decidua che si è ripresentata in dentatura permanente contro il 95,6% dell’agenesia).
Si distinguono una iperodonzia vera, quando gli elementi in eccesso sono effettivamente in surplus, ed una pseudoiperodonzia, quando gli elementi in eccesso non sono effettivamente tali, ma rappresentano denti decidui persistenti.
Gli elementi dentali iperodontici vengono distinti in sovrannumerari e supplementari. I denti supplementari sono elementi dentali formatisi in eccesso, ma con una struttura amelo-dentinale e corono-radicolare regolare, molto o del tutto simile a quella dei denti normali. I denti sovrannumerari sono elementi dentali formatisi in eccesso, ma con una struttura corono-radicolare irregolare, costituendo nella maggior parte dei casi dei denti rudimentali.
I problemi di allineamento di inclusioni correlati agli elementi dentali prossimi ai soprannumerari possono essere evitati attraverso un’avulsione tempestiva. Questo è reso possibile tramite una valutazione precoce delle anomalie numeriche in eccesso nella dentatura permanente, date le irregolarità presenti nella dentatura decidua.
Anomalie numeriche a sé stanti sono invece da considerarsi il mesiodens e il quarto molare o nono: il mesiodens viene così definito in quanto rappresenta un dente che erompe sul piano sagittale fra i due incisivi superiori causando notevoli problemi di natura ortodontica e chirurgica (qualora sia in inclusione); il quarto molare è un elemento che erompe nei settori estremo-dorsali, prevalentemente dell'arcata mandibolare, causando per la sua posizione (talora localizzata sulla branca montante) problematiche chirurgiche.
L'iperodonzia, parimenti alle ipodonzie, causa problemi ortodontici, classicamente, di affollamento e rotazione dentaria, e deve essere trattata chirurgicamente. 

#### Denti sovrannumerari multipli non sindromici
Uno studio condotto da Joaquín Alvira-González, Cosme Gay-Escoda ha evidenziato che i denti sovrannumerari multipli non sindromici (NSMST) si presentano con una prevalenza molto bassa, che è opportunamente descritta in letteratura medica.
È stata condotta una ricerca nei database PubMed, Web of Knowledge, Science Direct e Scopus per individuare e identificare articoli su casi e serie di casi di pazienti che possedevano più denti soprannumerari non associati a sindromi finora conosciute o correlate a questa patologia. Sono stati registrati i seguenti dati: genere, numero di denti nella mascella e nella mandibola, numero totale di denti in sovrannumero, numero di denti in ciascuna serie dentale (incisivo, canino-premolare e molare) ed età. Sono state anche individuate la bilateralità nelle serie dentali e la sua localizzazione nella mascella o nella mandibola.
Da questo studio sono emersi i seguenti risultati: è stato identificato un totale di 393 soprannumerari, di cui il 43,26% era localizzato nella mascella e il 56,74% nella mandibola. Non sono state riscontrate differenze significative tra i sessi rispetto al numero totale, al coinvolgimento delle serie dentali o alla distribuzione di denti soprannumerari in ciascuna delle arcate.
In conclusione, sebbene i denti sovrannumerari multipli non sindromici siano una condizione che ha una maggiore incidenza nel sesso maschile, non sono state riscontrate differenze per quanto riguarda il loro numero e la loro localizzazione in entrambi i sessi. La bilateralità sembra essere una caratteristica comune di questo disturbo.

#### Strumenti diagnostici utilizzati per prevedere la prevalenza di denti soprannumerari
Tramite alcuni strumenti diagnostici è possibile fornire una panoramica della prevalenza di denti soprannumerari nella popolazione.
È stata condotta una ricerca bibliografica (RP Anthonappa 1, NM King , ABM Rabie) completa dei rapporti di prevalenza sui denti soprannumerari utilizzando due database. Due osservatori indipendenti hanno valutato questi articoli in base a criteri di affidabilità, veridicità e attendibilità delle fonti. Ventotto documenti sono stati inclusi nell'analisi per determinare le variazioni nelle cifre di prevalenza in relazione al metodo di diagnosi e quattordici studi sono stati inclusi per stimare le cifre di prevalenza per i denti soprannumerari. L'analisi statistica è stata calcolata utilizzando l'analisi della varianza (ANOVA), il test di Student Neumann-Keuls (SNK) e l'analisi di regressione multipla.
Le differenze statisticamente significative erano evidenti nei dati di prevalenza basati solo su un esame clinico, al contrario di quelle riscontrate nei gruppi che utilizzavano anche radiografie (p <0,05, ANOVA, SNK). Le cifre di prevalenza per i denti in sovrannumero oscillavano tra lo 0% e il 3%. Il valore medio di prevalenza per la popolazione bianca europea [ circa il 1,6% con un errore di 0,6] era inferiore a quello della popolazione della Cina meridionale [circa il 2,7% con un errore di 0,14]. La prevalenza complessiva di denti in sovrannumero per i maschi era significativamente più alta che per le femmine [rischio relativo = 1,37 (1,13-1,50)].
In conclusione l'esame clinico integrato con alcuni tipi di radiografia è fondamentale per determinare la prevalenza di denti soprannumerari; tuttavia, è ancora sottovalutato. Questo perché diverse disparità nei rapporti sulla prevalenza rendono discutibili i dati disponibili sui denti soprannumerari.

## Anomalie dentali morfologiche
Le anomalie dentali di forma possono riguardare tutto il dente o solo parte di esso, corona o radice.

### Dens in dente e dens evaginatus
Il Dens in dente, detto anche dens invaginatus, è un'anomalia dei tessuti del germe dentario, incaricati della formazione della futura corona. Essi si introflettono nel germe stesso, creando una formazione dentaria all'interno della cavità pulpare del dente principale; in pratica formano un “dente dentro un dente”. 

Nel caso in cui i tessuti dentali si estroflettessero, si avrà invece un Dens evaginatus, una formazione dentaria che si sviluppa sopra il dente principale.

### Taurodontismo
Il taurodontismo è dovuto alla presenza di radici dentali molto corte e un notevole ampliamento della camera pulpare, che portano alla formazione di un dente con un colletto “taurino” (taurodente). Questa anomalia riguarda principalmente i denti molari, ed è molto frequente nei soggetti con Sindrome di Down.

### Tubercoli paramolari
Un tubercolo paramolare è una protuberanza tondeggiante, singola, che si sviluppa sulla superficie liscia dei molari superiori.

### Denti congiunti
Sotto questa etichetta sono raggruppati quattro fenomeni che riguardano uno o due germi dentari:
1. Fusione: è l'unione di due denti che fanno parte del numero complessivo naturale dei germi dentari.
2. Geminazione: singolo germe dentario che forma due o più sue appendici, generando una forma anomala di sé stesso.
3. Concrescenza: fenomeno che riguarda due germi dentari, i quali si sviluppano normalmente, rimanendo però congiunti alla radice.
4. Gemellarità: scissione di un germe dentario, che forma così due denti che sono l'uno l'immagine speculare dell'altro.

### Microdonzia e Macrodonzia
Sono anomalie di dimensione che possono interessare tutti i denti, ed essere quindi parte di una condizione generale dell'organismo (nanismo o gigantismo); oppure possono interessare solo alcuni denti simmetrici, posti sulla stessa arcata. Nel caso della microdonzia, solitamente si hanno degli incisivi laterali o dei terzi molari più piccoli; la macrodonzia riguarda generalmente gli incisivi centrali superiori.

### Ipoplasia dello smalto
L’ipoplasia dello smalto è un fenomeno dovuto all'alterazione dello smalto e si manifesta in maniera permanente negli individui, poiché lo smalto non è soggetto a sostituzione nel tempo. Possono esserci vari livelli di ipoplasia, che vanno dal semplice mutamento di colore del dente fino a casi estremi di assenza completa dello smalto.

L'ipoplasia dello smalto può essere sia un fatto ereditario, sia acquisito.

Se è ereditaria, può interessare tutti i denti o solo alcuni, seguendo però un modello preciso. In questo caso si parla di Amelogenesi imperfetta e può essere di quattro tipologie:
1. Amelogenesi imperfetta Ipoplasica, caratterizzata da uno smalto duro.
2. Amelogenesi imperfetta Ipomatura, con smalto di spessore normale con possibili striature e macchie, ma meno duro di quello presente nell'Amelogenesi imperfetta Ipoplasica. Lo smalto tende a distaccarsi dalla dentina.
3. Amelogenesi imperfetta Ipomineralizzata, con smalto normale al momento dell'eruzione, ma che diventa man mano sempre più sottile fino a essere scalfibile con un'unghia. Sono denti che possono avere un'elevata quantità di tartaro.
4. Agenesia dello smalto, con la completa mancanza di smalto. Presenta denti giallastri e con una superficie dura e ruvida. Sono denti che non giungono al completo combaciamento con gli antagonisti.

Se è un fatto acquisito durante la gravidanza o nei primi periodi dell'infanzia, l'ipoplasia interesserà simmetricamente solo alcuni gruppi di denti. Tra le varie cause ci possono essere: 
- la mancanza di vitamine A, C e D;
- gravi insufficienze nutrizionali dovute a problemi intestinali, come gastroenteriti e celiachia;
- malattie infettive virali;
- ogni malattia che generi degli aumenti di temperatura al di sopra dei livelli normali (ipertermia);
- la sifilide congenita;
- un apporto eccessivo di alcune sostanze chimiche, come fluoro (che causa vari livelli di Fluorite) o tetraciclina;
- l'influenza esercitata dai decidui affetti da ipoplasia sui germi dei permanenti.

### Dentinogenesi imperfetta
La Dentinogenesi imperfetta è un'alterazione della mineralizzazione della dentina dovuta a fattori genetici. Se ne distinguono tre tipi, detti di Shields, dal nome dello studioso che si interessò a questo fenomeno: la prima interessa i denti decidui, i quali presentano una colorazione ambrata; la seconda e la terza, invece, possono interessare anche i permanenti e presentano, rispettivamente, una colorazione di alabastro e cognac.